# Separatismul catalan

Senyera estelada — simbolul neoficial al separatismului catalan.

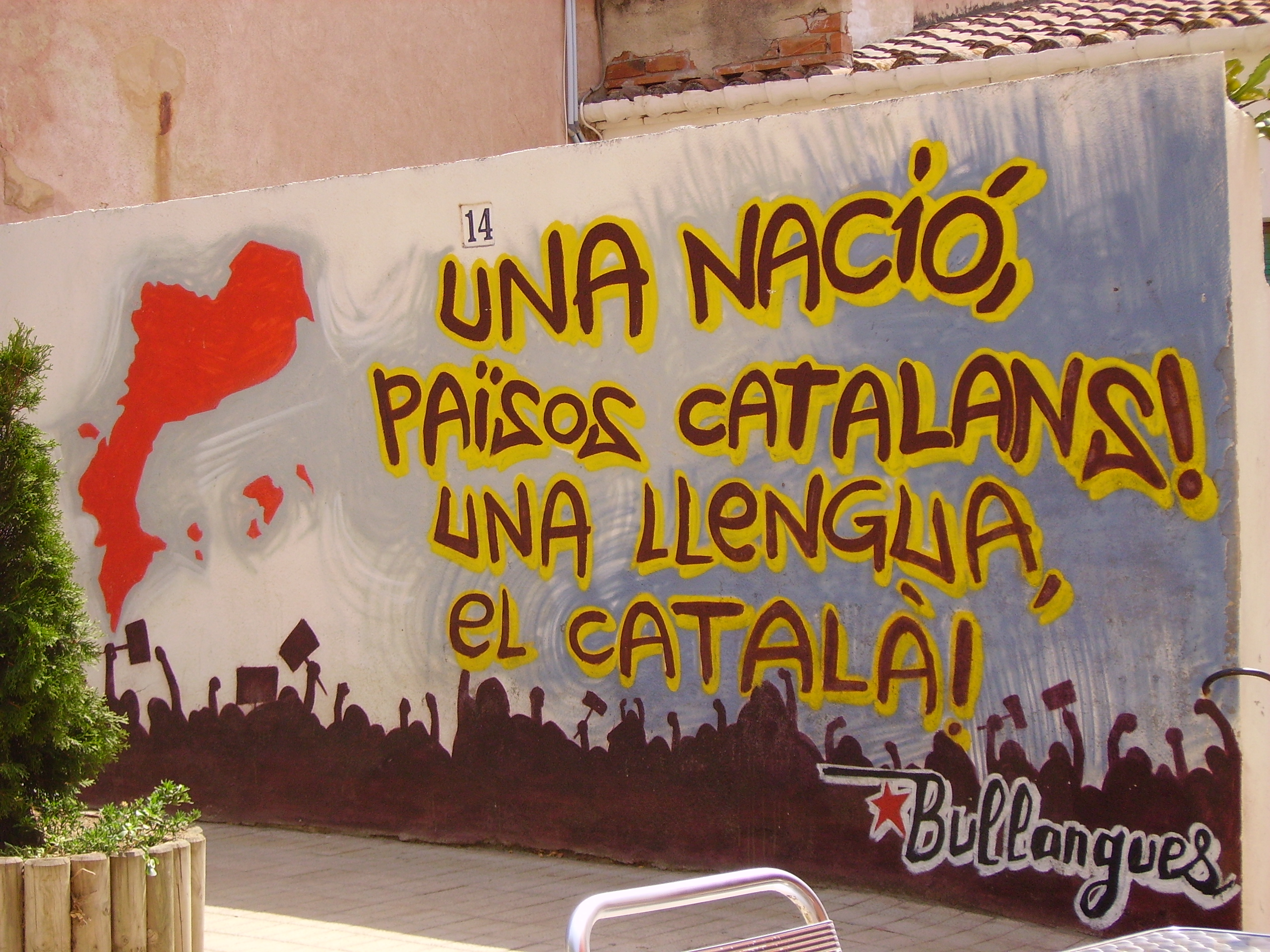
Graffiti în Vilassar de Mar. Înscripția înseamnă „O națiune, Țările Catalane! O limbă, catalana!”.

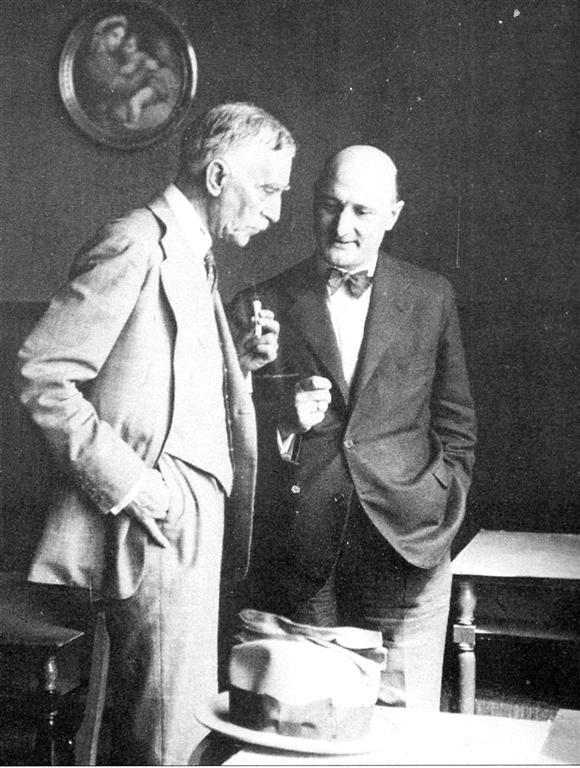
Francesc Macià (stânga) cu Manuel Ainaud Sanchez

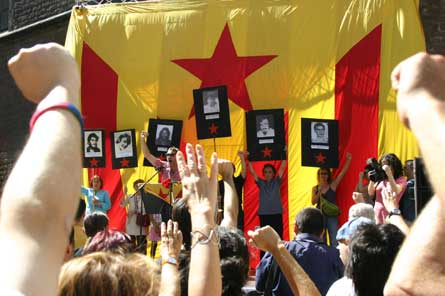
Adunarea susţinatorilor separatismului în Fossar de les Moreres.

Separatismul catalan (catalană independentisme català) este un curent politic derivat din naționalismul catalan care susținde independența Cataloniei și restul țărilor catalane față de Spania, Franța și Italia. Această mișcare se bazează pe principiul conform căruia Catalonia este o națiune, care se referă la istoria, cultura, limba și dreptul civil catalan precum și pe afirmația că această regiune, Catalonia, nu va atinge plenitudinea culturală, socială și economică făcând parte în continuare din Regatul Spaniol.
Partidul politic care reprezintă în prezent acest curent în forma sa cea mai limpede este Esquerra Republicana de Catalunya (română Stânga Republicană a Cataloniei), care utilizează Constituția Spaniolă din 1978 și participă în mod activ atât în viața politică regională cât și cea statală, folosind regulile democrației cu scopul de a dobândi, pe cale pașnică, dreptul de autodeterminare pentru Catalunia ca metodă de a-și declara independență. La alegerile generale din martie 2008, ERC a obținut 7,86% din numărul total de voturi. Există și alte pardide și coaliții precum: Estat Català, Endavant, Partit Socialista d'Alliberament Nacional dels Països Catalans, Moviment de Defensa de la Terra sau Candidatura d'Unitat Popular. De asemenea, mai sunt și alte organizății și colective neimplicat propriu-zis în politică — grupuri de tineret precum Joventut Nacionalista de Catalunya, Coordinadora d'Assemblees de Joves de l'Esquerra Independentista sau Joventuts d'Esquerra Republicana de Catalunya și sindicate studențești precum: Estudiants en Acció sau Sindicato de Estudiantes de los Países Catalanes.
Astăzi, separatismul este o mișcare pașnică care respinge violența însă în trecut a fost reprezentat de două grupuri teroriste care ulterior au dispărut: Exèrcit Popular Català (Armata Populară Catalană) și Terra Lliure (Țara Liberă). De asemenea, liderii caracteristici cum ar fi Lluís Maria Xirinacs s-au declarat public „amicii lui ETA”.

## Istorie

### Începuturile
Primele atestări istorice ale separatismului politic catalan sunt incerte. Începând cu abolirea Constituțiilor catalane, prin introducerea Decretelor de la Nova Planta, până în Războiul de Succesiune apăreau diverse mișcari populare care au revendicat, în forma mai mult sau mai puțin explicită, o republică catalană în revolte care au zguduit Catalonia peste secolul XX, dar nu pregătiseră un proiect politic naționalist modern.
Separatismul catalan a născut ca o mișcare politică modernă clară la sfârșitul primului deceniu al secolului XX și a fost puternic inspirat de naționalismul irlandez care s-a bucurat cu atenție internațională din cauza revoltei de Paști don 1916 și a luptei sale contra Imperiului Britanic.
În 1918 au apărut primele publicații separatiste catalane. S-au format și primele partide politice care susțineau independența Cataloniei față de Spania – Unió Catalanista și mai apoi Federació Democràtica Nacionalista. Prima organizare care s-a declarat să fie separatistă a fost Estat Català, dirijat de Francesc Macià. Când FDN a dispărut, Estat Català și-a organizat în 1926 o unitate militară numită Bandera Negra. Dictatura lui Primo de Rivera, prin represiuni față de organizări catalaniste, a dus să se dezvolteze sprijinul pentru independența Cataloniei printre comuniști.
În 1926 Francesc Macià a încercat să organizeze o insurecție armată pentru independență în Prats de Molló, dar a eșuat, evenimentul întreg schimbandu-se oricum în reușita propagandistă, Macià devenind o icoană populară după exilarea lui la Cuba. Acolo, Macià a organizat Partit Separatista Revolucionari de Catalunya, luând inspirația din Partidul Revoluționar Cuban de José Martí și Maximo Gómez. Evenimentul cel mai important a fost proclamația Constituției de la Havana în 1928, care a pus bazele pentru o constituție provizorie a Republicii Catalane. 
Deja în anile '30 au apărut și alte partide separatiste, cum ar fi Nosaltres Sols! și Partit Nacionalista Català în 1931 sau Partit Català Proletari în 1932. În 1936, cele primele două s-au integrat în Estat Català, iar PCP a devenit o parte a lui Partit Socialista Unificat de Catalunya. Atunci, mișcarea separatistă a funcționat doar pe teritoriul fostului Principat al Cataloniei. Partit Català Proletari, condus de Jaume Compte, a fost primul reprezentant al separatismului socialist. Împreună cu căderea restaurării monarhice și a dictaturii lui Primo de Rivera și formarea celei de-a Doua Republica Spaniolă, mișcarile republicane catalane s-au unit, ducând la crearea partidului Esquerra Republicana de Catalunya. Separatiștii, susținatorii lui Macià s-au unit și ei cu partidul, având însă o formă de autoguvernare. Francesc Macià a devenit liderul acestei mișcari și după ce și-a proclamat independența Republicii Catalane față de Spania asigurând la Madrid recunoașterea autoguvernului local. Macià și mai târziu Lluís Companys au devenit președinții lui Generalitat republicana cu suportul poporului, acceptând totuși poziția Cataloniei ca o regiune autonomă.

### Dezvoltarea și actualitatea
După Războiul Civil Spaniol, controlul central asupra regiunilor – incluzând Catalonia – a devenit mai strâns. Front Nacional de Catalunya — grup de forțe organizate în vederea unei lupte pentru a reobține dreptul regiunii de a autoguverna – a întreprins o activitate intensă propagandistă și de rezistență, colaborând cu forțele aliate în timpul celui de-al Doilea Război Mondial cu speranța de a primi beneficiile și sprijinul pentru cazul catalan după învingerea fascismului. Totuși, strategia catalanilor a fost distrusă când aliați au început să coopereze cu Franco în Războiul Rece. În 1968 FNC s-a dezvoltat în Partit Socialista d'Alliberament Nacional, orientat stâng și naționalist. Atunci s-a născut separatismul modern care revendică Țările Catalane cu un component ideologistic legat de comunismul și stânga parlamentarnă înțeleasă în sensul mai larg.
Mai în perioada franchistă au apărut și alte organizări, incluzând cele clandestine, spre exemplu Terra Lliure care există până astăzi, dar nu mai este legată de terorismul.
Când a decedat Francisco Franco, a dispărut și franchismul. A început o perioadă de așa-numită tranziție democratică. S-a reinstalat casa Bourbon, întronizând Juan Carlos I și acceptând o politică a unității națiunii spaniole, care contrazice separatismului catalan. Armata spaniolă a fost supusă să apere această regulă cu forță dacă ar fi necesar. Comunitățile autonome ale Spaniei, care au cuprins provinciile create încă de Franco, la începutul existenței sale, nu au avut puterea politică prea mare, rezultând în nemulțumirea foarte mare a poporului catalan.
Actualmente Catalonia este cea mai autonomă dintre toate comunitățile autonome ale Spaniei, iar mișcarea separatistă are puțina recunoaștere în celelalte regiuni unde se vorbește limba catalană. Unicul partid declarându-se separatist cu reprezentare în parlamentul este Esquerra Republicana de Catalunya.

## Sprijin social
Centrul Studiilor Opiniilor realizează adesea un sondaj printre cetățenii spanioli care locuiesc în Catalonia. Rezultatele ale acestui sondaj sortate după răspuns apar astfel:
| Dată           | Statul independent (%) | Statul federal în cadrul Spaniei (%) | Comunitatea autonomă – statutul actual (%) | Regiune (%) | Nu știu (%) | Sunt indiferent Nu vreau să răspund (%) |
| -------------- | ---------------------- | ------------------------------------ | ------------------------------------------ | ----------- | ----------- | --------------------------------------- |
| Iunie 2005     | 13,6                   | 31,3                                 | 40,8                                       | 7,0         | 6,2         | 1,1                                     |
| Noiembrie 2005 | 12,9                   | 35,8                                 | 37,6                                       | 5,6         | 6,9         | 1,2                                     |
| Martie 2006    | 13,9                   | 33,4                                 | 38,2                                       | 8,1         | 5,1         | 1,2                                     |
| Iulie 2006     | 14,9                   | 34,1                                 | 37,3                                       | 6,9         | 6,1         | 0,7                                     |
| Octombrie 2006 | 14,0                   | 32,9                                 | 38,9                                       | 8,3         | 5,1         | 0,8                                     |
| Noiembrie 2006 | 15,9                   | 32,8                                 | 40,0                                       | 6,8         | 3,7         | 0,8                                     |
| Martie 2007    | 14,5                   | 35,3                                 | 37,0                                       | 6,1         | 4,9         | 2,2                                     |
| Iulie 2007     | 16,9                   | 34,0                                 | 37,3                                       | 5,5         | 5,4         | 1,0                                     |
| Octombrie 2007 | 18,5                   | 34,2                                 | 35,0                                       | 4,7         | 6,0         | 1,5                                     |
| Decembrie 2007 | 17,3                   | 33,8                                 | 37,8                                       | 5,1         | 5,0         | 1,0                                     |
| Ianuarie 2008  | 19,4                   | 36,4                                 | 34,8                                       | 3,8         | 4,1         | 1,6                                     |
| Mai 2008       | 17,6                   | 33,4                                 | 38,9                                       | 5,1         | 4,3         | 0,7                                     |
| Iulie 2008     | 16,1                   | 34,7                                 | 37,0                                       | 6,1         | 5,2         | 0,9                                     |
| Noiembrie 2008 | 17,4                   | 31,8                                 | 38,3                                       | 7,1         | 4,2         | 1,2                                     |
| Februarie 2009 | 16,1                   | 35,2                                 | 38,6                                       | 4,5         | 3,6         | 2,0                                     |